# 김제 귀신사 석수
김제 귀신사 석수(金堤 歸信寺 石獸)는 대한민국 전북특별자치도 김제시에 있는 석수이다. 1974년 9월 27일 전라북도의 유형문화재 제64호로 지정되었다.

## 개요
남서쪽 솔개봉을 향하여 엎드려 있는 이 사자상은 고려시대에 만든 것이다.
평평한 타원형 받침돌 위에 앉은 사자상은 머리를 치켜들고 앞을 바라보든 모습으로, 매우 사실적으로 조각되었다.
사장의 등위에는 남자의 성기처럼 생긴 마디진 돌기둥을 세웠으며, 그 위에 또 하나의 작은 돌기둥을 얹었다.
전하는 말에 따르면 이 사자상은 이곳 지형의 나쁜 기운을 누르기 위해 세웠다고 한다.

## 참고 자료
- 귀신사석수 - 국가유산청 국가유산포털